# Ракетоносець
Ракетоно́сець — бойовий надводний корабель, підводний човен або літак, що мають на своєму борту ракети з необхідним для їхнього запуску обладнанням.
Ракетоносцями є сучасні ракетні есмінці та подібні їм ракетні крейсери.